# Super Prestige Pernod 1971
De Super Prestige Pernod 1971 was de dertiende editie van dit regelmatigheidsklassement in het wielrennen. Dit jaar telde Luik-Bastenaken-Luik weer mee, maar leverde de Waalse Pijl geen punten op. Deze koersen wisselden elkaar tussen 1970–1975 af in de Super Prestige Pernod. Verder bleef de kalender intact, waardoor er net als het voorgaande jaar achttien wedstrijden waren die meetelden voor de Super Prestige Pernod. Daarvan werden er echter twee niet verreden.
Het jaar werd gedomineerd door Eddy Merckx die negen wedstrijden won, waarvan de Ronde van Frankrijk en het wereldkampioenschap de belangrijkste waren. Het was de derde achtereenvolgende keer dat Merckx de Tour won en hij was de eerste buitenlander die daar in slaagde. Merckx won het eindklassement van de Super Prestige Pernod ook voor de derde maal op rij, dat was nog geen andere renner gelukt. Hij behaalde meer punten dan de nummers twee tot en met vijf opgeteld. Luis Ocaña eindigde als tweede, Girowinnaar Gösta Pettersson en Joop Zoetemelk deelden de derde plaats.
Naast Merckx wisten nog vier andere Belgen een koers uit de Super Prestige Pernod te winnen, waardoor er uiteindelijk slechts drie wedstrijden werden gewonnen door een renner uit een ander land. Geen enkele koers werd gewonnen door renners uit de traditionele wielerlanden Frankrijk en Italië. Dat was nog niet eerder gebeurd in een toonaangevend regelmatigheidsklassement. Behalve de Super Prestige Pernod werden er nog twee andere prijzen uitgereikt: de Prestige Pernod voor Franse renners en de Promotion Pernod voor Franse renners onder de 25 jaar.

## Wedstrijden
| Datum           | Koers                                   | Winnaar            |
| --------------- | --------------------------------------- | ------------------ |
| 10–17 maart     | Parijs-Nice (1971)                      | Eddy Merckx        |
| 19 maart        | Milaan-San Remo (1971)                  | Eddy Merckx        |
| 4 april         | Ronde van Vlaanderen (1971)             | Evert Dolman       |
| 18 april        | Parijs-Roubaix (1971)                   | Roger Rosiers      |
| 25 april        | Luik-Bastenaken-Luik (1971)             | Eddy Merckx        |
| 1 mei           | Rund um den Henninger-Turm (1971)       | Eddy Merckx        |
| 4–9 mei         | Vierdaagse van Duinkerke (1971)         | Roger De Vlaeminck |
| 29 april–16 mei | Ronde van Spanje (1971)                 | Ferdinand Bracke   |
| 18–23 mei       | Critérium du Dauphiné Libéré (1971)     | Eddy Merckx        |
| 3–6 juni        | Grand Prix du Midi Libre (1971)         | Eddy Merckx        |
| 20 mei–10 juni  | Ronde van Italië (1971)                 | Gösta Pettersson   |
| 26 juni–18 juli | Ronde van Frankrijk (1971)              | Eddy Merckx        |
| 26–29 augustus  | Parijs-Luxemburg                        | Niet georganiseerd |
| 5 september     | Wereldkampioenschap in Mendrisio (1971) | Eddy Merckx        |
| 12 september    | Bordeaux-Parijs (1971)                  | Niet georganiseerd |
| 3 oktober       | Parijs-Tours (1971)                     | Rik Van Linden     |
| 9 oktober       | Ronde van Lombardije (1971)             | Eddy Merckx        |
| 24 oktober      | Grote Landenprijs (1971)                | Luis Ocaña         |

## Eindklassementen

### Individueel
| Plek | Renner             | Punten |
| ---- | ------------------ | ------ |
| 1    | Eddy Merckx        | 571    |
| 2    | Luis Ocaña         | 150    |
| 3    | Gösta Pettersson   | 140    |
| 3    | Joop Zoetemelk     | 140    |
| 5    | Cyrille Guimard    | 118    |
| 6    | Felice Gimondi     | 103    |
| 7    | Herman Vanspringel | 90     |
| 8    | Marino Basso       | 75     |
| 8    | Ferdinand Bracke   | 75     |
| 10   | Frans Verbeeck     | 73     |

- Prestige Pernod: Cyrille Guimard
- Promotion Pernod: Bernard Thévenet

1959 · 1960 · 1961 · 1962 · 1963 · 1964 · 1965 · 1966 · 1967 · 1968 · 1969 · 1970 · 1971 · 1972 · 1973 · 1974 · 1975 · 1976 · 1977 · 1978 · 1979 · 1980 · 1981 · 1982 · 1983 · 1984 · 1985 · 1986 · 1987